# Yoshi's Island DS
Yoshi's Island DS (Japans: ヨッシーアイランドDS) is een platformspel voor de Nintendo DS en werd op 1 december 2006 gelanceerd in Europa. Het spel werd ontwikkeld en uitgegeven door Nintendo. Het spel werd voor het eerst aangekondigd op de Nintendo-persconferentie in mei 2006.

## Werelden en levels
Het spel bestaat uit vijf werelden met elk zes normale levels, een geheime level en een extra level:
| Wereld | Normale levels | Geheime level              | Extra level                      |
| ------ | --- | -------------------------- | -------------------------------- |
| 1      | Ba-dum BUM! Hit the M Blocks! Mario's Fleet Feet Castle of the Big Burt Bros Catch the Breeze Glide Guys Take to the Skies Baby Mario and Baby Peach: Dynamic Duo Gilbert the Gooey's Castle       | Welcome to Yoshi Tower!    | Return of the Moving Chomp Rock! |
| 2      | Baby DK, the Jungle King! Underground Mysteries Windblown Wilderness Hector the Reflector's Haunted House Boing! Donuts and Eggs Yoshi on Stilts Big Bungee Piranha's Lair                         | Yikes! Boiling Hot!        | Moving Statues, Standing Statues |
| 3      | Up the Creek The Goonie Coast Isn't Clear! Island of Peril Bessie Bass's Battleship Heeeeeeere's Wario! Use the Magnet to Get Rich Quick! Tap-Tap's Sunken Cave Castle of Priscilla the Peckish    | A Light in the Dark        | Number Ball Special              |
| 4      | Rock 'n' Fall High-Speed Cart Race In the Clouds Six-Face Sal's Fort Friend or Foe? Slip Slidin' Away Teeth-Chattering Chill Zone Castle of Big Guy the Stilted                                    | Hurry and Throw!           | Let There Be Light!              |
| 5      | Rompin', Stompin' Chomps Goonie Heights Spear Guys' Village Found! The Fort of Moltz the Very Goonie The Cave That Never Ends Find the Number Ball! Superhard Acrobatics At Last, Bowser's Castle! | Yoshi's Island Easter Eggs | Quit it Already, Tap-Tap!        |

## Ontvangst
| Beoordeeld door                         | Jaar | Score |
| --------------------------------------- | ---- | ----- |
| GNT - Generation Nouvelles Technologies | 2007 | 90%   |
| 4Players.de                             | 2006 | 87%   |
| Extreme Gamer                           | 2006 | 85%   |
| Sliced Gaming (GameBiz)                 | 2006 | 85%   |
| GamePro (US)                            | 2006 | 85%   |
| Nintendo Vision                         | 2006 | 85%   |
| PlayDevil                               | 2007 | 80%   |
| Pocket Magazine / Pockett Videogames    | 2006 | 80%   |
| UOL Jogos                               | 2006 | 80%   |
| The Video Game Critic                   | 2007 | 58%   |